# Bezirk Limbaži (2009–2021)
Der Bezirk Limbaži (Limbažu novads) war ein Bezirk in Lettland, nördlich von Riga in der Landschaft Vidzeme gelegen, der von 2009 bis 2021 existierte. Bei der Verwaltungsreform 2021 wurde der Bezirk in einen neuen, größeren Bezirk Limbaži überführt.

## Lage und Geographie
Der Bezirk Limbaži grenzte bei Skulte auf 5,8 km Länge an den Rigaer Meerbusen. Die angrenzenden Verwaltungsbezirke waren im Uhrzeigersinn: Salacgrīva, Aloja, Valmiera, Pārgauja, Krimulda, Sēja und Saulkrasti.
Der Bezirk Limbaži lag teilweise im Biosphärenreservat Nord-Vidzeme. Das ländlich geprägte Gebiet ist reich an Seen. Eine Bahnlinie von Skulte nach Rūjiena wurde stillgelegt.

## Gliederung und Bevölkerung
Im Zuge einer Verwaltungsreform wurde 2009 der alte Landkreis Limbaži aufgelöst und ein neuer Verwaltungsbezirk geschaffen. Neben der Stadt Limbaži mit 7983 Einwohnern (Stand 1. Juli 2014) auf einer Fläche von knapp 9 km² umfasste er noch die sieben umliegenden Gemeinden (pagasts)
- Katvari mit 1267 Einwohnern auf 125 km²,
- Limbaži mit 2369 Einwohnern auf 228 km²,
- Pāle mit 795 Einwohnern auf 146 km²,
- Skulte mit 2061 Einwohnern auf 146 km²,
- Umurga mit 1154 Einwohnern auf 190 km²,
- Vidriži mit 1475 Einwohnern auf 106 km² und
- Viļķene mit 1311 Einwohnern auf 225 km².[2]

Am 1. Juli 2010 waren im Verwaltungsbezirk 19.548 Einwohner gemeldet (etwa 90 % mit lettischer Nationalität), davon lebten allein in der Stadt Limbaži knapp 8500 Einwohner. Am 1. Juli 2014 lebten im Bezirk Limbaži noch 18.415 Einwohner, davon 7983 Menschen in der Stadt selbst.

## Sehenswürdigkeiten
- Augstroze (Gemeinde Umurga): Evangelisch-Lutherische Kirche, erbaut von 1859 bis 1859, Ruine der Burg Hochrosen und Herrenhaus Hochrosen, erbaut um 1800[4]
- Brīdaga (Gemeinde Viļķene): Lutherische Kirche, erbaut 1879
- Bīriņi (Gemeinde Vidriži): Herrenhaus Koltzen, erbaut von 1857 bis 1860
- Igate (Gemeinde Vidriži): Schloss Idsel, erbaut um 1880 von dem Rigaer Architekten Rudolf Heinrich Zircwitz
- Pāle: Evangelisch-Lutherische Kirche, erbaut von 1937 bis 1938
- Pociems (Gemeinde Katvari): Herrenhaus Eck (Ķipēni) aus dem 19. Jahrhundert[5] und Orthodoxe Kirche Mariä Himmelfahrt,  erbaut 1851, nach Verfall im Wiederaufbau
- Umurga: Evangelisch-Lutherische Kirche, erbaut 1496, heutiges Aussehen aus der  zweiten Hälfte des 19. Jahrhunderts[6], Herrenhaus Wainsel (Vainiži) aus dem 18. Jahrhundert<
- Vidriži: Herrenhaus Widdrisch, erbaut 1970[7]
- Viļķene: Evangelisch-Lutherische Katharinenkirche, erbaut 1867 im neugotischen Stil von dem Rigaer Architekten Johann Daniel Felsko[8]

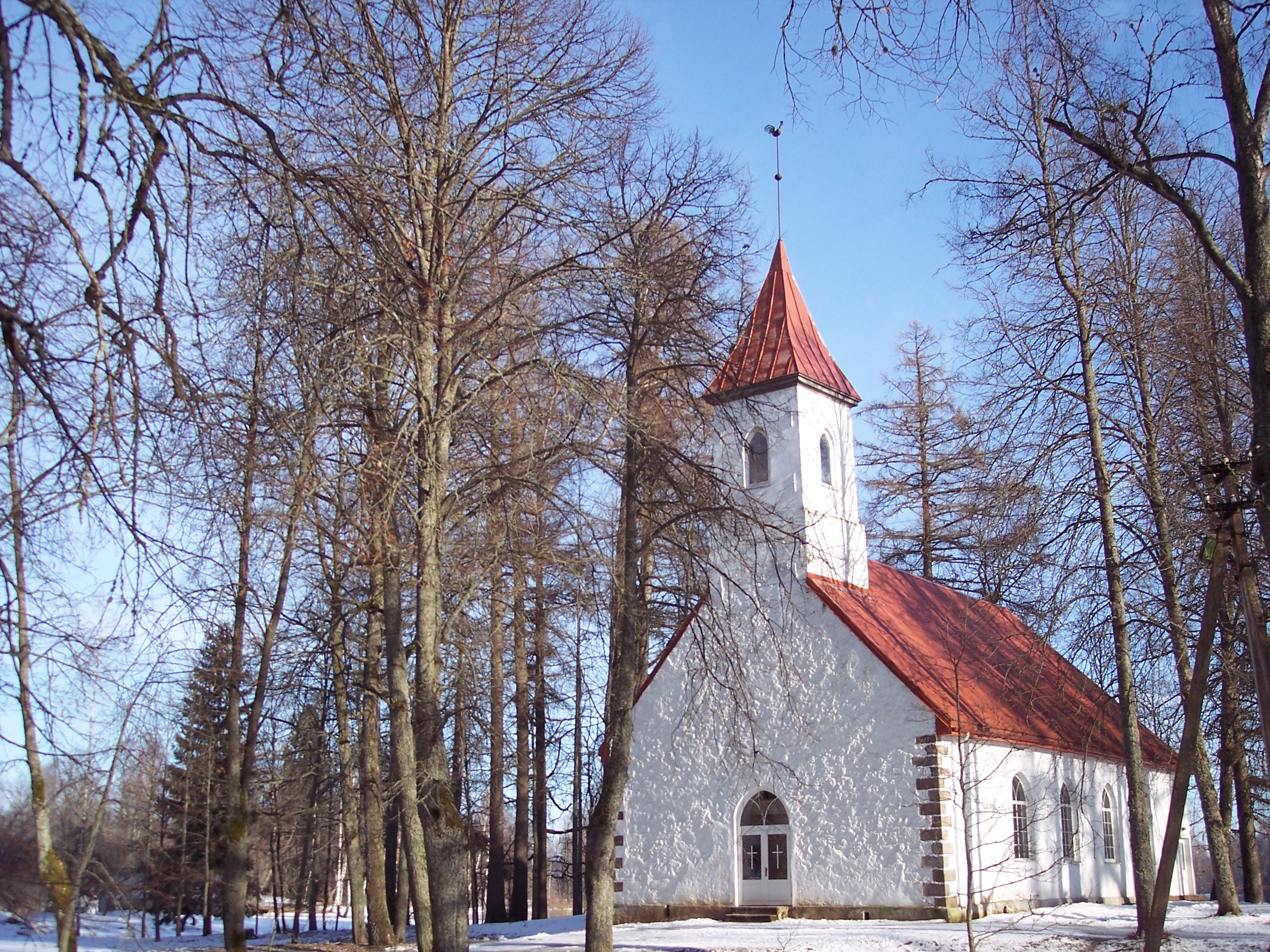
Lutherische Kirche Augstroze
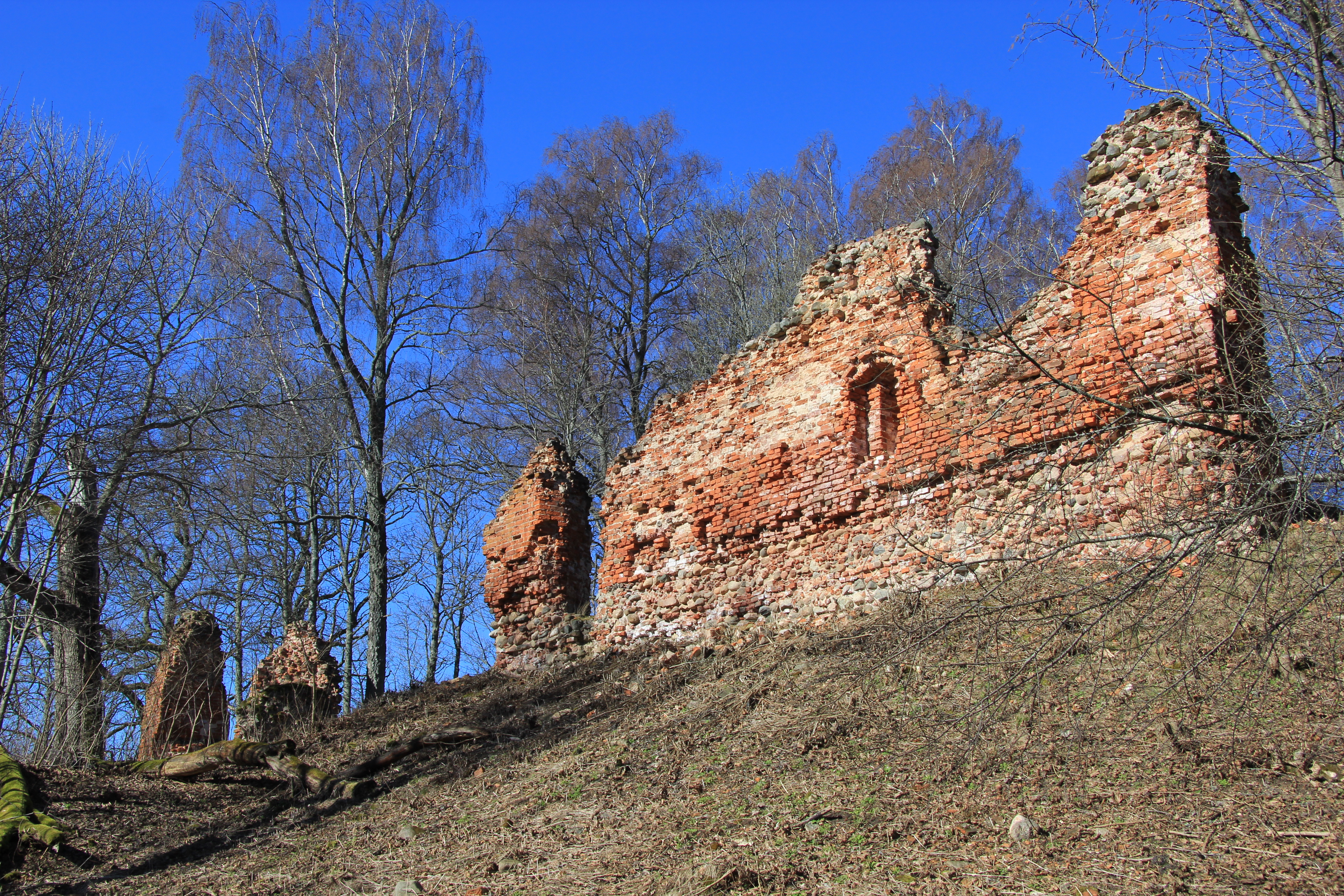
Ruine der Burg Hochrosen
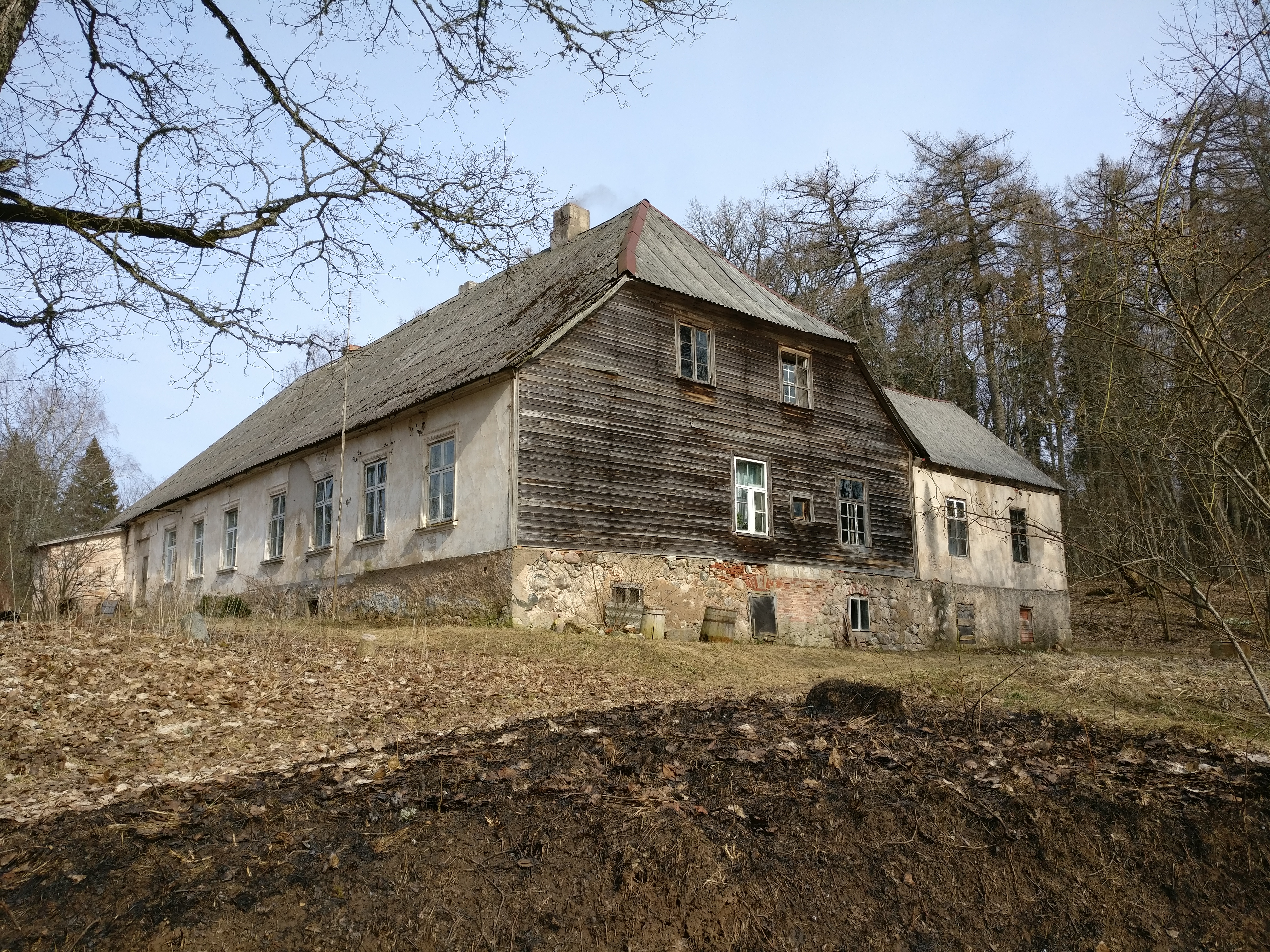
Herrenhaus Hochrosen
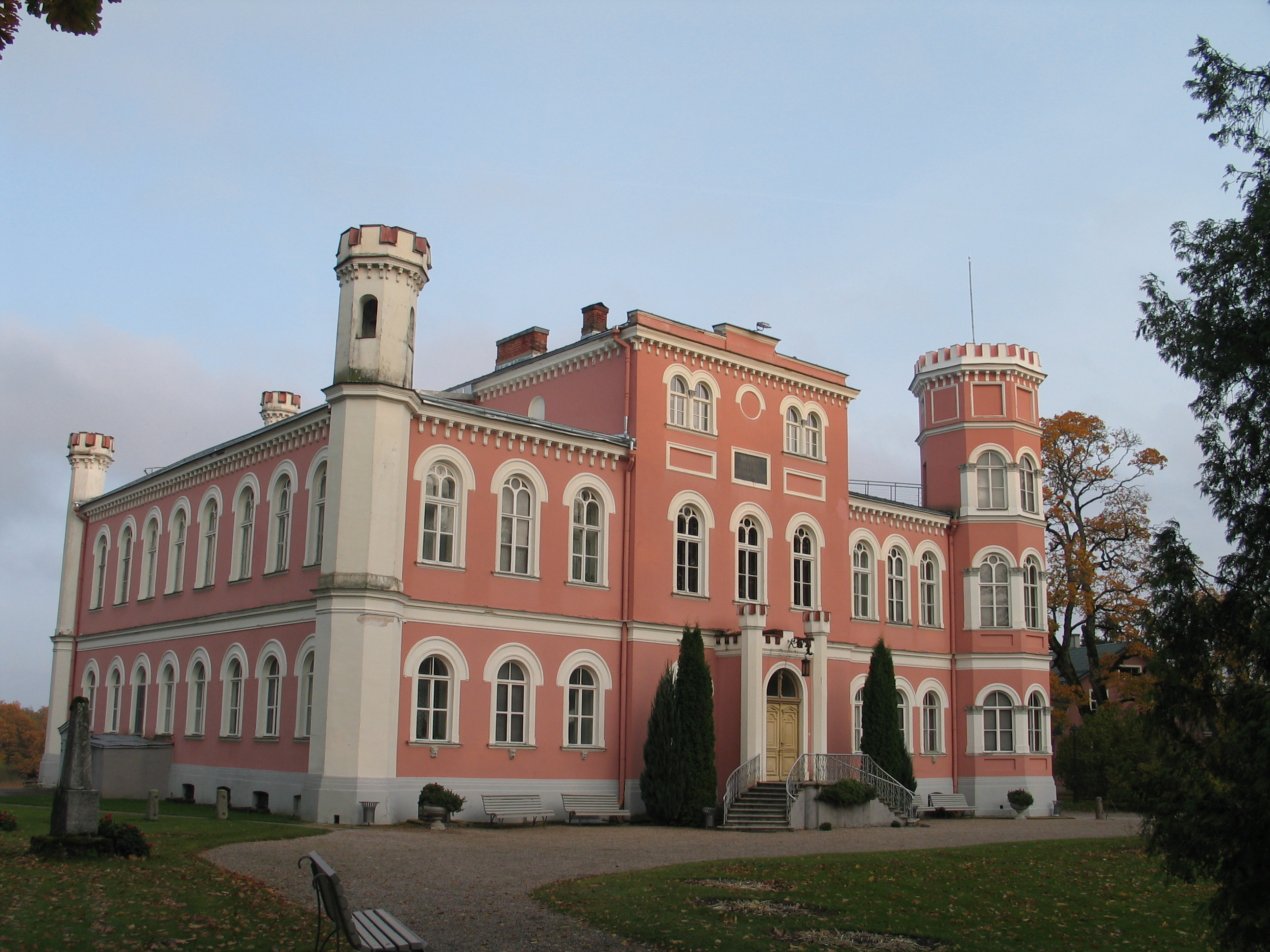
Herrenhaus Koltzen
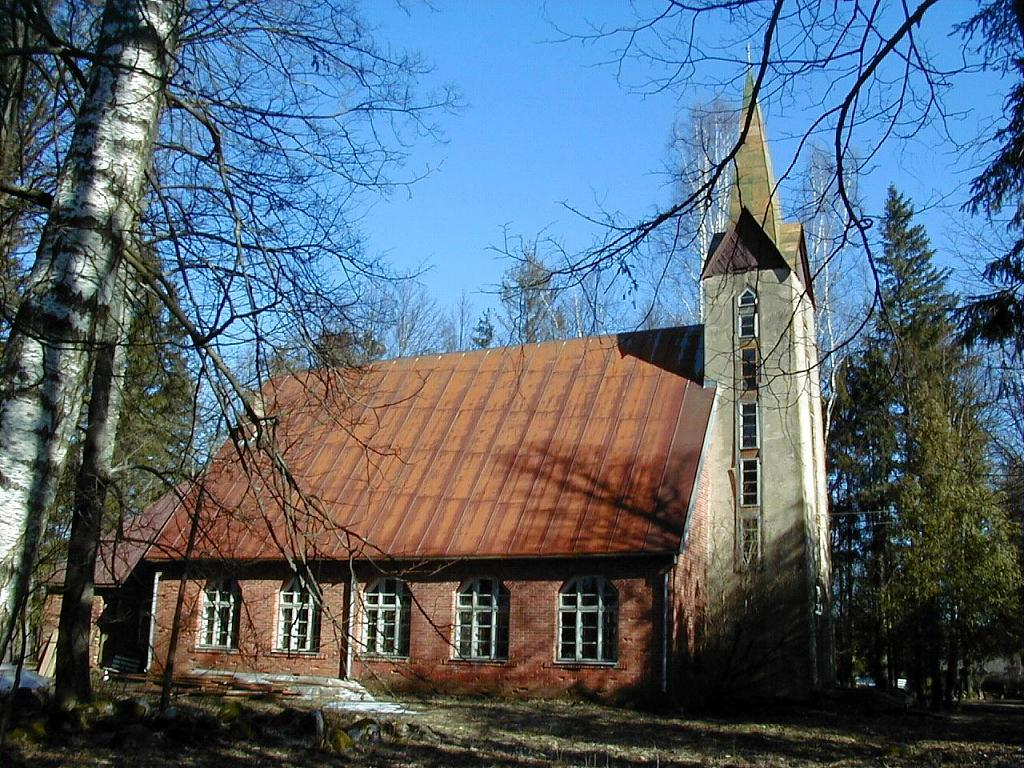
Lutherische Kirche Pāle
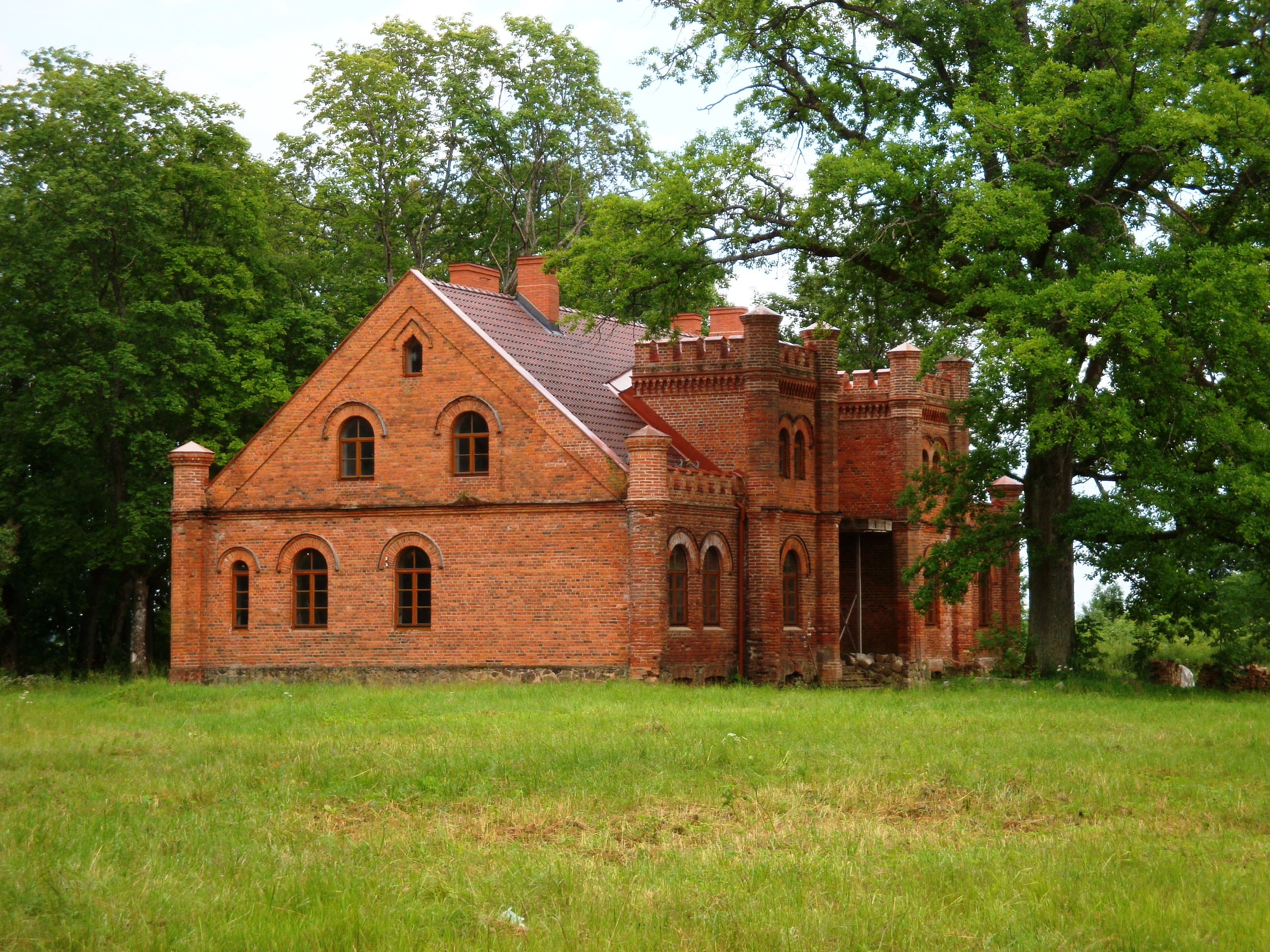
Herrenhaus Eck
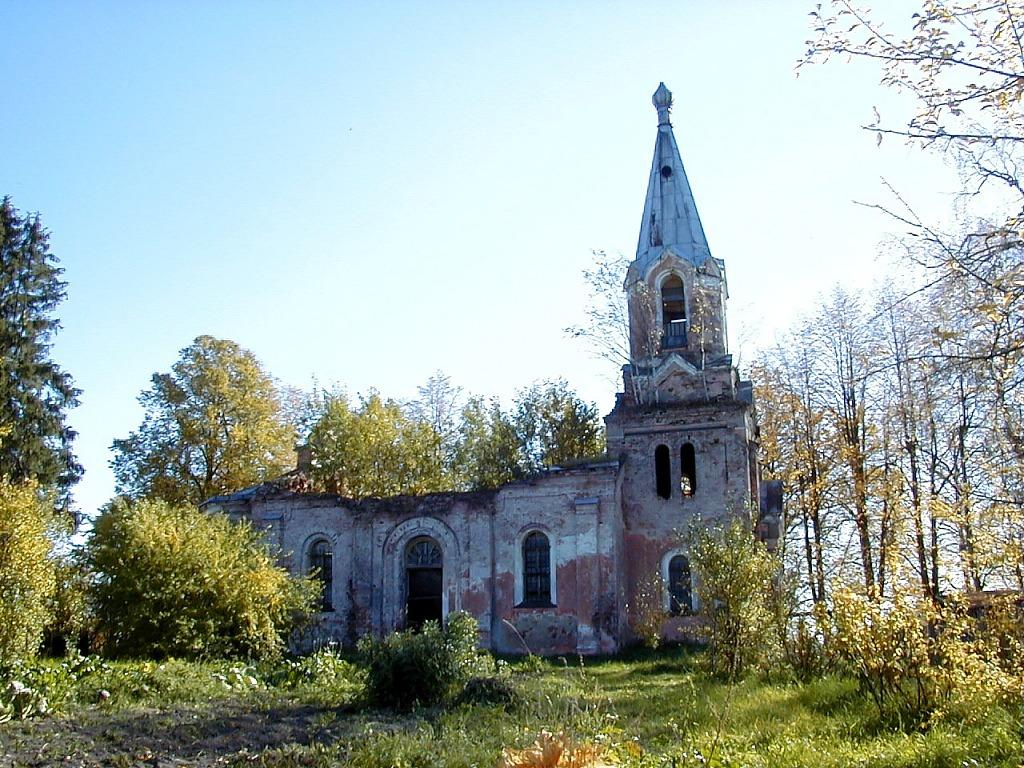
Orthodoxe Kirche Pociems 2000
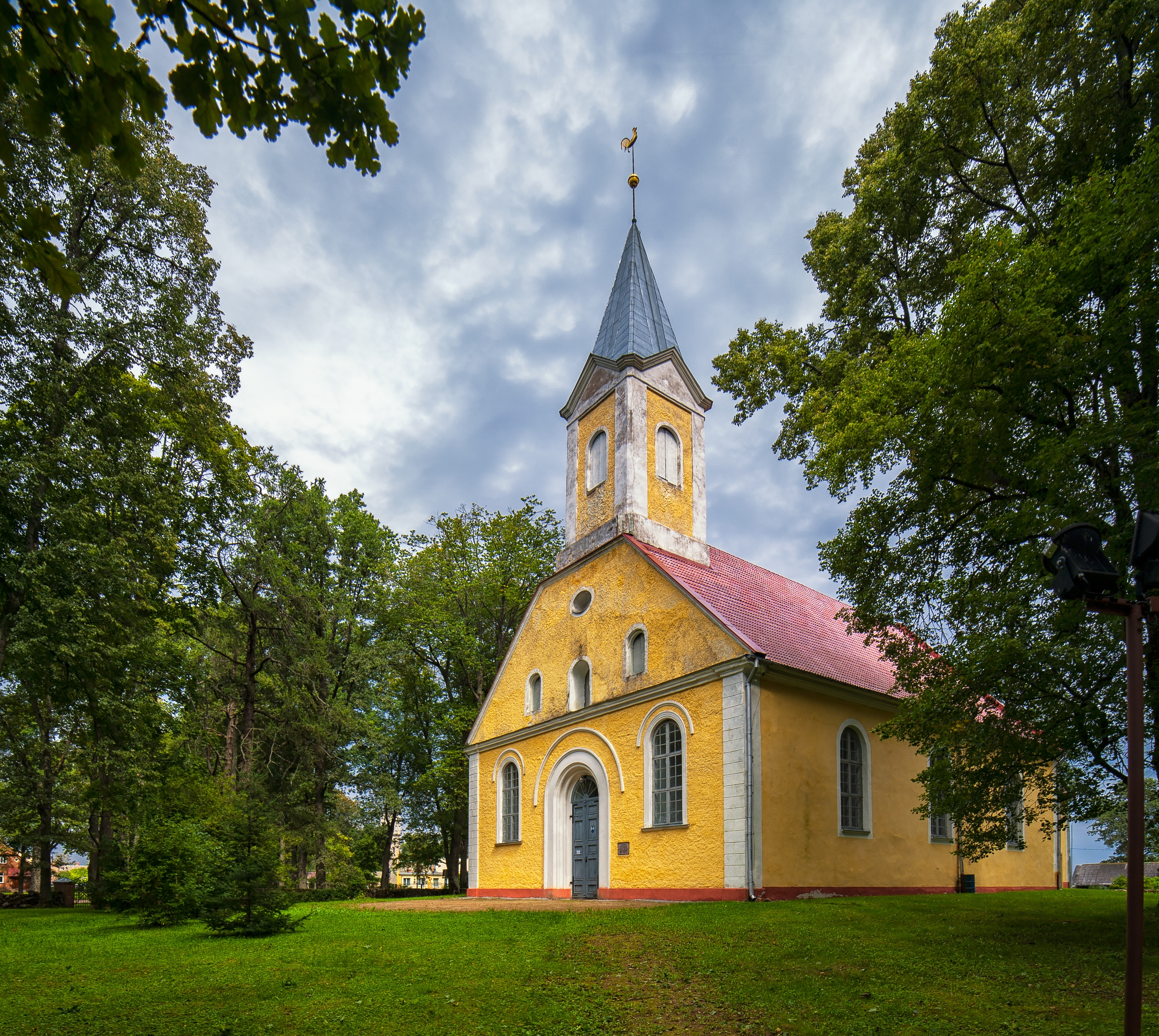
Lutherische Kirche Umurga
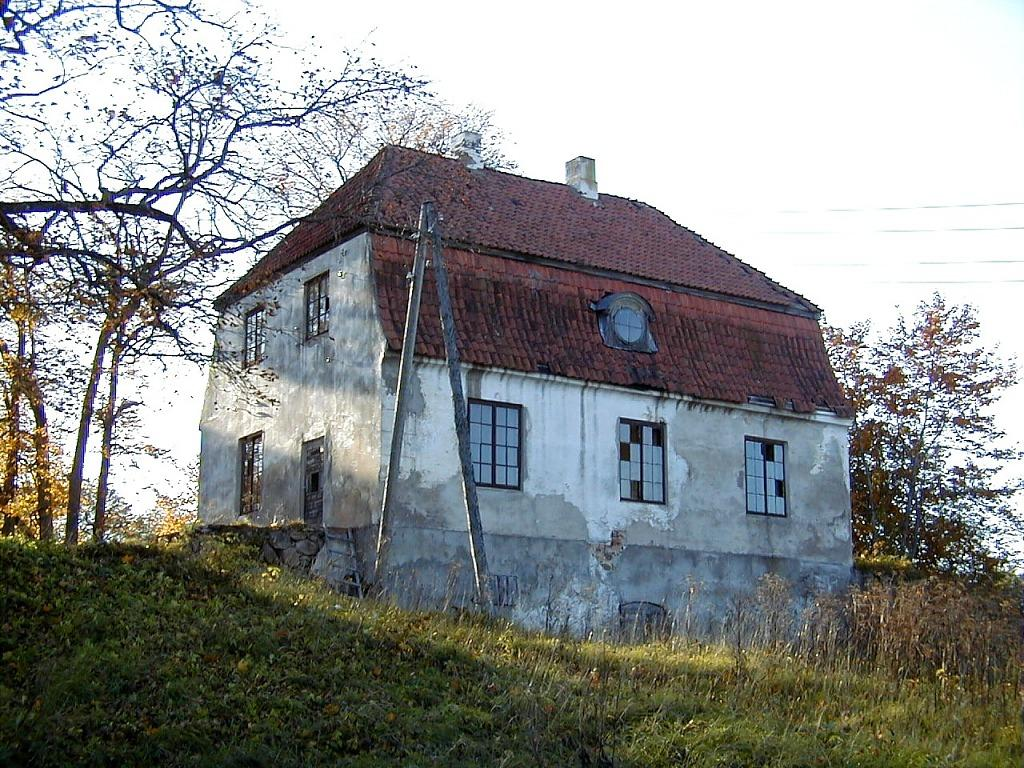
Herrenhaus Wainsel (Vainiži)
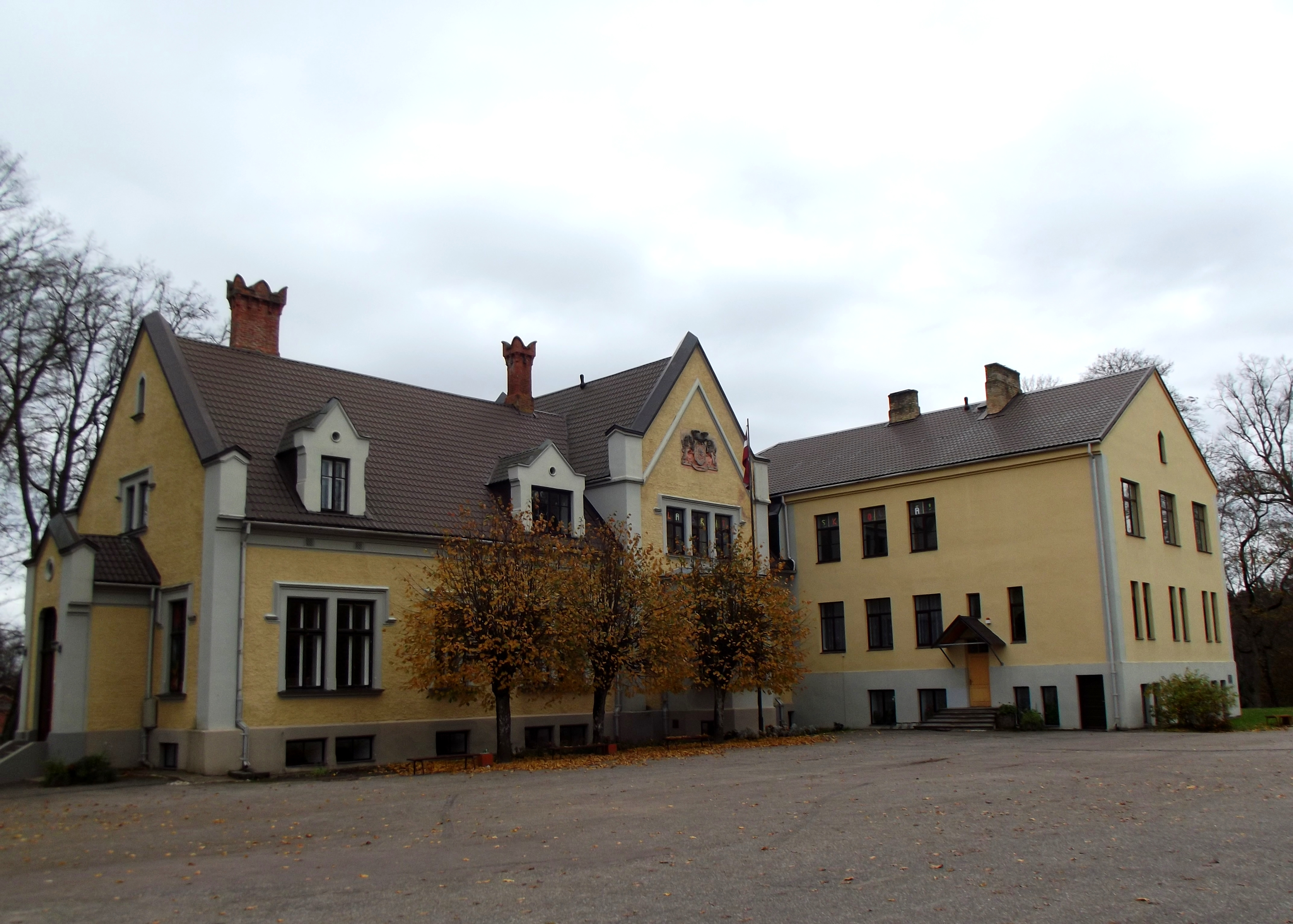
Herrenhaus Widdrisch
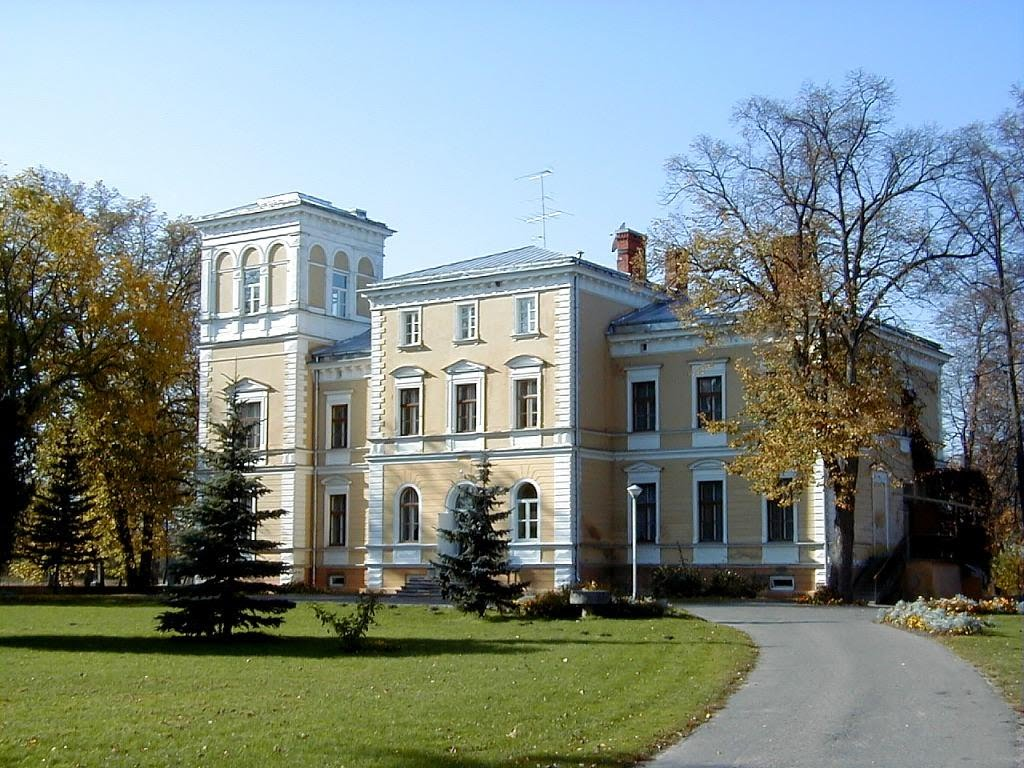
Schloss Idsel
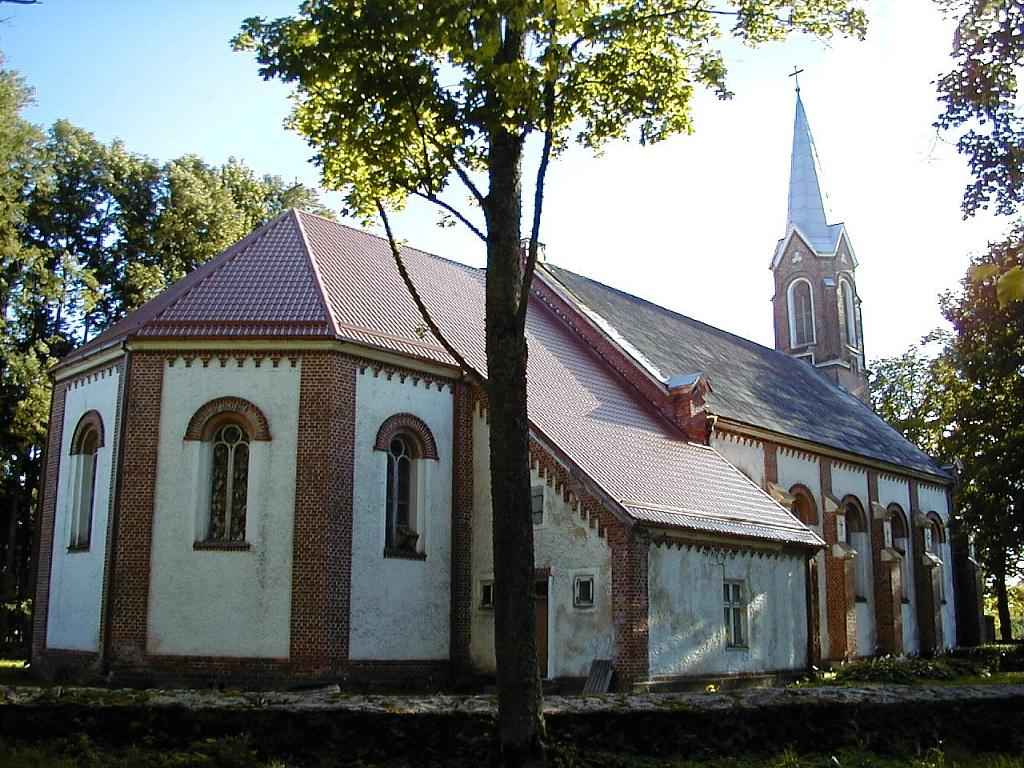
Lutherische Kirche Viļķene
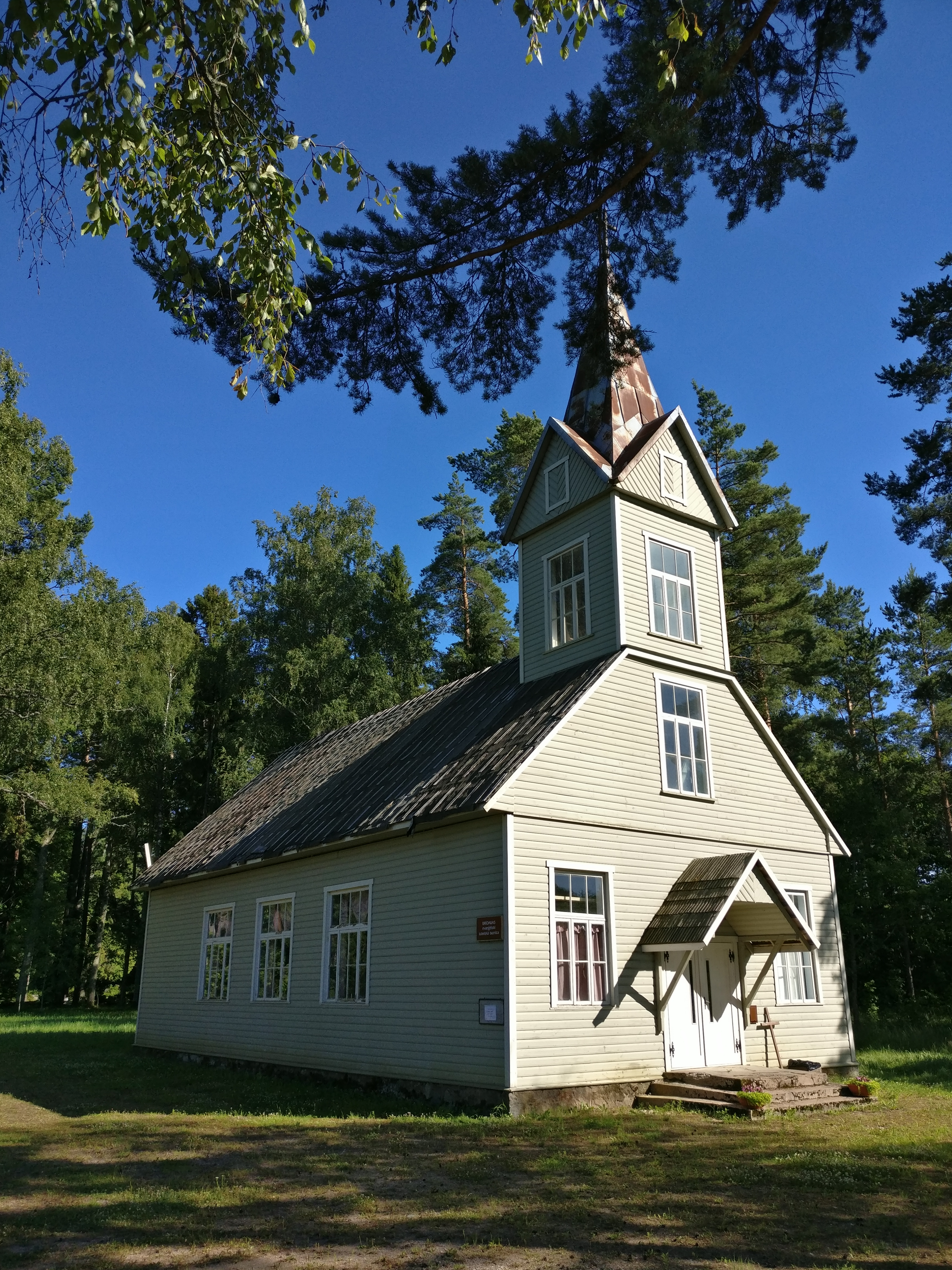
Lutherische Kirche Brīdaga